# Жан де Клерк
Жан де Клерк (фр. Jean De Clercq, нар. 17 травня 1905, Антверпен — пом. 20 березня 1984) — бельгійський футболіст, що грав на позиції півзахисника. По завершенні ігрової кар'єри — тренер.
Виступав, зокрема, за клуби «Беєрсхот» та «Антверпен», а також національну збірну Бельгії.
Дворазовий чемпіон Бельгії. 

## Клубна кар'єра
Приєднався до молодіжної команди клубу «Беєрсхот» у 1919 рокі, коли Жану було лише 14 років. У дорослому футболі дебютував 1921 року виступами за команду «Беєрсхот», але не зміг закріпитися в основному її складі, незважаючи на те, що відіграв у клубі 5 сезонів. На той час «Беєрсхот» переживав пік свого успіху. У 1925 році де Клерк перейшов до ФК «Антверпен», в складі якого став гравцем основи. В цей період команда де Клерка двічі ставала переможцем національного чемпіонату (1929 та 1931 роки) та тричі здобувала срібні нагороди бельгійського чемпіонату. Продовжував виступати на найвищому рівні до 1933 року, після чого більше не виступав у вищому дивізіоні бельгійського чемпіонату. Загалом у вищому дивізіоні чемпіонату Бельгії де Клерк зіграв 183 матчі та відіграв 9 поєдинків. Завершив професійну кар'єру футболіста виступами за команду «Антверпен» у 1938 році.

## Виступи за збірну
1930 року дебютував в офіційних матчах у складі національної збірної Бельгії. Протягом кар'єри у національній команді, яка тривала 4 роки, провів у формі головної команди країни 11 матчів.
У складі збірної був учасником чемпіонату світу 1930 року в Уругваї, на якому зіграв один матч.

## Кар'єра тренера
Розпочав тренерську кар'єру, повернувшись до футболу після тривалої перерви, 1949 року, очоливши тренерський штаб клубу «Антверпен» (разом з колишнім воротарем цього ж клубу, Рішаром Гедоптом). Протягом перших трьох сезонів під їх керівництвом «Антверпен» завершував чемпіонат у верхній частині турнірної таблиці. Але вже за підсумками четвертого сезону «Антверпен» фінішував на скромному 12-му місці й де Клерк по завершенні сезону залишив команду. У підсумку досвід тренерської роботи Жана обмежився цим клубом.
Помер 20 березня 1984 року на 79-му році життя.

## Статистика виступів у збірній
| Матчі й голи Жана Де Клерка за збірну Бельгії | Матчі й голи Жана Де Клерка за збірну Бельгії | Матчі й голи Жана Де Клерка за збірну Бельгії | Матчі й голи Жана Де Клерка за збірну Бельгії | Матчі й голи Жана Де Клерка за збірну Бельгії | Матчі й голи Жана Де Клерка за збірну Бельгії | Матчі й голи Жана Де Клерка за збірну Бельгії |
| --------------------------------------------- | --------------------------------------------- | --------------------------------------------- | --------------------------------------------- | --------------------------------------------- | --------------------------------------------- | --------------------------------------------- |
| №                                             | Дата                                          | Місце проведення                              | Суперник                                      | Рахунок                                       | Голи                                          | Турнір                                        |
| 1                                             | 13 квітня 1930                                | Коломб, Франція                               | Франція                                       | 6:1                                           | -                                             | Товариський матч                              |
| 2                                             | 4 травня 1930                                 | Амстердам, Нідерланди                         | Нідерланди                                    | 2:2                                           | -                                             | Товариський матч                              |
| 3                                             | 11 травня 1930                                | Брюссель, Бельгія                             | Ірландія                                      | 1:3                                           | -                                             | Товариський матч                              |
| 4                                             | 18 травня 1930                                | Антверпен, Бельгія                            | Нідерланди                                    | 3:1                                           | -                                             | Coupe Van den Abeele                          |
| 5                                             | 8 червня 1930                                 | Антверпен, Бельгія                            | Португалія                                    | 2:1                                           | -                                             | Товариський матч                              |
| 6                                             | 13 липня 1930                                 | Монтевідео, Уругвай                           | США                                           | 0:3                                           | -                                             | Чемпіонат світу 1930                          |
| 7                                             | 11 жовтня 1931                                | Брюссель, Бельгія                             | Польща                                        | 2:1                                           | -                                             | Товариський матч                              |
| 8                                             | 6 грудня 1931                                 | Брюссель, Бельгія                             | Швейцарія                                     | 2:1                                           | -                                             | Товариський матч                              |
| 9                                             | 20 березня 1932                               | Антверпен, Бельгія                            | Нідерланди                                    | 1:4                                           | -                                             | Coupe Van den Abeele                          |
| 10                                            | 9 квітня 1933                                 | Антверпен, Бельгія                            | Нідерланди                                    | 1:3                                           | -                                             | Товариський матч                              |
| 11                                            | 22 жовтня 1933                                | Дуйсбург, Німеччина                           | Німеччина                                     | 1:8                                           | -                                             | Товариський матч                              |

Загалом: 11 матчів / 0 голів; 5 перемог, 1 нічия, 5 поразок.

## Титули й досягнення
- Чемпіонат Бельгії («Беєрсхот»):
  -  Чемпіон (5): 1929, 1931